# Coballes
Coballes es una aldea y una parroquia del concejo asturiano de Caso, en España. Se encuentra a una distancia de 4 km de la capital del concejo, Campo de Caso.
En sus 8,65 km² habitan un total de 109 personas (2006) repartidas entre las aldeas de Buspriz y Coballes y las caserías de Barrial y Fumequín. Antiguamente había otras, Cansinos, La Coviella, Santa Gaia, Los Escobios, el Puente, el Llanu la Puente y Treslesvegues, que en la actualidad se encuentran bajo las aguas de un pantano, conocido como el embalse de Tanes, siendo este un pueblo vecino, pero sin duda el pueblo que más afectado se vio fue el de Coballes, ya que las aguas acabaron con su industria. 

La aldea de Coballes es una de las 22 que forman el concejo de Caso. Consta de un total de 74 viviendas, con 88 personas. Se halla a unos 550 metros de altitud, en la confluencia del río Nalón con el río Caleao. La distancia de este núcleo a la capital del concejo es de 4,5 km.
En el pueblo se pueden observar, entre muchas cosas, sus viviendas de corte antiguo, muchas de ellas construidas con la roca caliza muy abundante en la zona, y también con corredores y balcones de madera obtenida en los bosques. Muchas paredes están formadas por cebatu, que es un entramado de palos que después se recubría con cal para así formar la pared. Es un pueblo que cuenta con abundantes fuentes y abrevaderos y desde el pueblo se puede disfrutar del parque natural de Redes en su máximo esplendor gracias a la magnífica vista paronámica con la que cuenta el pueblo, un enclave natural en el que predominan los jabalíes, venados y corzos y carnívoros como el lobo, tejón, marta, zorro. Asimismo hay ejemplares de urogallo y de vez en cuando se avista algún oso pardo. Como especies arbóreas predomina la haya, localizándose en el parque uno de los mayores hayedos de Asturias. Entre los árboles frutales cabe destacar la abundancia de avellanos y castaños.

## Economía
Su principal fuente de ingresos proviene de la agricultura y de la ganadería, ante todo bovina. Entre el ganado bovino de la zona destacan las razas asturiana de los valles y asturiana de la montaña o casina, de las que se extrae la leche empleada para hacer un queso denominado queso Casín, caracterizado por su laboriosa producción y por su alto contenido graso.

## Fiestas
En el pueblo de Coballes se celebran varias fiestas, la de San Pedro que se celebra el 29 de junio de cada año, aunque se suele cambiar al fin de semana más próximo a este día.
La de Nuestra señora del Rosario, que se recuperó en el año 2005 tras medio siglo sin celebrarse. Hace años se celebraba el último fin de semana de agosto y en la actualidad, a pesar de ser el 7 de octubre, la fiesta se celebra a lo largo del mes de septiembre.
Se celebra también el asado-romería de los cubanos, organizado por la Sociedad de amigos de la sociedad casina de La Habana para recaudar fondos para la gente del concejo que emigró a Cuba.

## Barrios
- Buspriz
- Coballes

## Geografía
- Altitud: 741 metros.
- Latitud: 43º 12' 00" N
- Longitud: 005º 22' 59" O